# Carina Wasle
Carina Wasle (* 20. Oktober 1984 in Kundl) ist eine österreichische Duathletin und Triathletin. Sie ist mehrfache Staatsmeisterin, Europameisterin Cross-Triathlon (2007, 2010), Weltmeisterin Wintertriathlon (2009) und Vizeweltmeisterin Cross-Duathlon (2022).

## Werdegang
Carina Wasle ist mehrfache österreichische Staatsmeisterin im Wintertriathlon (2003, 2006, 2007, 2008, 2020) und die Tirolerin wurde 2009 Vizeeuropameisterin und Weltmeisterin.
2003 belegte sie den 16. Rang bei der Duathlon-Weltmeisterschaft der Juniorinnen. Im Jänner 2005 wurde sie U23-Europameisterin Winter-Triathlon. Im Duathlon wurde sie 2008 und 2010 österreichische Staatsmeisterin.

### Weltmeisterin Winter-Triathlon 2009
In den beiden Jahren 2008 und 2009 wurde sie auch Staatsmeisterin im Cross-Triathlon und 2007 sowie erneut 2010 auch Europameisterin.

Bei den Xterra World Championships verpasste sie nur knapp das Podium und wurde sie im Oktober auf Hawaii Vierte.
Im September 2013 wurde sie am Wolfgangsee Dritte bei der U23-Europameisterschaft im Cross-Triathlon. Bei der Xterra-Weltmeisterschaft (Cross-Triathlon) belegte sie im Oktober 2014 den zehnten Rang.
Im Juni 2016 holte sie sich im Rahmen der Wolfgangsee Challenge zum dritten Mal den Titel Staatsmeisterin Cross-Triathlon. Bei den Xterra World Championships wurde sie im Oktober Neunte. Im Juli 2017 wurde sie in Rumänien Dritte bei der ETU-Europameisterschaft Cross-Triathlon. Bei der Xterra-Weltmeisterschaft belegte die damals 33-Jährige auf Hawaii im Oktober 2017 den neunten Rang.
Bei der Weltmeisterschaft Wintertriathlon belegte Wasle im Februar 2020 in Italien den sechsten Rang. Im März wurde sie österreichische Staatsmeisterin Wintertriathlon.

### Vizeweltmeisterin Cross-Duathlon 2022
Im Juni 2022 wurde die 37-Jährige in Rumänien Vizeweltmeisterin Cross-Duathlon.
2024 wurde Wasle im Juni in Innsbruck zum siebten Mal Staatsmeisterin Cross-Triathlon.

## Auszeichnungen
- Im Jänner 2009 wurde ihr für ihre sportlichen Erfolge vom Tiroler Landeshauptmann Günther Platter das Silberne Ehrenzeichen für Verdienste um die Republik Österreich verliehen.[2]

## Sportliche Erfolge
| Datum/Jahr    | Rang | Wettbewerb                                     | Austragungsort    | Zeit         | Bemerkung |
| ------------- | ---- | ---------------------------------------------- | ----------------- | ------------ | --- |
| 2. Juni 2024  | 1    | ÖTRV Staatsmeisterschaft Cross-Triathlon       | Innsbruck         |              | [ 3 ] |
| 10. Sep. 2023 | 6    | ETU Cross Triathlon European Championships     | Riva del Garda    | 01:56:07     | Europameisterschaft Cross-Triathlon                                                                                   |
| 8. Juni 2023  | 1    | ÖTRV Staatsmeisterschaft Cross-Triathlon       | Graz              | 02:37:44     | |
| 16. Juni 2022 | 1    | ÖTRV Staatsmeisterschaft Cross-Triathlon       | Graz              | 02:25:29     | zum fünften Mal Staatsmeisterin Cross-Triathlon                                                                       |
| 2. Okt. 2021  | 1    | ÖTRV Staatsmeisterschaft Cross-Triathlon       | Innsbruck         |              | Staatsmeisterin Cross-Triathlon                                                                                       |
| 4. Juli 2021  | 5    | Xterra France                                  | Xonrupt           | 04:06:26     | |
| 7. Apr. 2019  | 1    | Xterra Cyprus                                  | Akamas            |              | |
| 28. Okt. 2018 | 6    | Xterra World Championships                     | Maui              | 03:51:08     | Xterra-Weltmeisterschaft                                                                                              |
| 1. Sep. 2018  | 1    | Xterra Norway                                  | Norefjell         | 02:52:39     | |
| 26. Aug. 2018 | 1    | Xterra Finland                                 | Imatra            |              | |
| 18. Aug. 2018 | 3    | Xterra European Championships                  | Olbersdorf        | 03:01:38     | Europameisterschaft Xterra Cross Triathlon                                                                            |
| 10. Juli 2018 | 6    | ITU Cross Triathlon World Championships        | Fyn               | 02:34:25     | ITU-Weltmeisterschaft Cross-Triathlon                                                                                 |
| 1. Juli 2018  | 3    | Xterra France                                  | Xonrupt           | 03:33:00     | |
| 23. Juni 2018 | 3    | Xterra Switzerland                             | Les Charbonnières | 02:36:40     | |
| 2. Juni 2018  | 2    | Xterra Portugal                                | Portugal          |              | |
| 22. Apr. 2018 | 1    | Xterra Philippines                             | Danao             | 02:49:38     | Asia-Pacific Championship                                                                                             |
| 15. Apr. 2018 | 2    | Xterra Malta                                   | Malta             | 02:47:14     | |
| 29. Okt. 2017 | 9    | Xterra World Championships                     | Maui              | 03:11:35     | Xterra-Weltmeisterschaft                                                                                              |
| 30. Juli 2017 | 3    | ETU Cross Triathlon European Championships     | Târgu Mureș       | 02:05:45     | Europameisterschaft Cross Triathlon                                                                                   |
| 27. Mai 2017  | 2    | Xterra Portugal                                | Portugal          |              | |
| 29. Apr. 2017 | 1    | Xterra Asia-Pacific                            | Langkawi          |              | |
| 23. Apr. 2017 | 1    | Xterra Philippines                             | Albay             |              | |
| 16. Apr. 2017 | 1    | Xterra Réunion                                 | Réunion           |              | |
| 2. Apr. 2017  | 5    | Xterra Malta                                   | Malta             | 02:40:21     | |
| 18. März 2017 | 1    | Xterra Saipan                                  | Saipan            |              | dritter Sieg auf der Marianen-Insel                                                                                   |
| 23. Okt. 2016 | 9    | Xterra World Championships                     | Maui              | 03:44:20     | |
| 3. Juli 2016  | 6    | Xterra France                                  | Xonrupt           | 03:54:37     | |
| 25. Juni 2016 | 7    | ETU Cross Triathlon European Championships     | Vallée de Joux    | 03:28:18     | Europameisterschaft Cross-Triathlon                                                                                   |
| 11. Juni 2016 | 2    | Xterra Belgium                                 | Namur             |              | |
| 4. Juni 2016  | 1    | ÖTRV Staatsmeisterschaft Cross-Triathlon       | Strobl            |              | Staatsmeisterin Cross-Triathlon im Rahmen der Wolfgangsee Challenge (1,5 km Schwimmen, 42 km MTB und 10 km Crosslauf) |
| Mai 2016      | 3    | Xterra Malaysia                                | Kuantan           |              | |
| 17. Apr. 2016 | 1    | Xterra Reunion                                 | Réunion           | 02:43:46     | |
| 12. März 2016 | 1    | Xterra Saipan                                  | Saipan            | 03:05:40     | 1,5 km Schwimmen, 30 km Mountainbike und 10 km Crosslauf                                                              |
| 20. Feb. 2016 | 2    | Xterra South Africa                            | Waco              |              | |
| 1. Nov. 2015  | 6    | Xterra World Championships                     | Maui              | 03:11:23     | Weltmeisterschaft Cross-Triathlon                                                                                     |
| 26. Sep. 2015 | 6    | ITU Cross Triathlon World Championships        | Orosei            | 02:41:34     | ITU-Weltmeisterschaft Cross-Triathlon                                                                                 |
| 19. Juli 2015 | 3    | ETU Cross Triathlon European Championships     | Schluchsee        | 02:58:52     | Europameisterschaft Cross-Triathlon                                                                                   |
| 27. Juni 2015 | 1    | Xterra Switzerland                             | Les Charbonnières | 02:29:42     | |
| 11. Apr. 2015 | 1    | Xterra Guam                                    | Guam              | 02:44:21     | |
| 28. März 2015 | 2    | Xterra Saipan                                  | Saipan            | 03:07:33     | |
| 22. Feb. 2015 | 3    | Xterra South Africa                            | Waco              |              | [ 7 ] |
| 26. Okt. 2014 | 10   | Xterra World Championships                     | Maui              | 03:04:55     | |
| 6. Juli 2014  | 2    | Xterra France                                  | Xonrupt           | 03:57:37     | 1,5 km Schwimmen, 34 km Mountainbike und 10 km Crosslauf                                                              |
| 1. Juni 2014  | DNF  | ETU Cross Triathlon European Championships     | Orosei            | –            | Rennabbruch nach Radsturz                                                                                             |
| 5. Apr. 2014  | 1    | Xterra Saipan                                  | Saipan            | 03:06:31     | |
| 22. März 2014 | 2    | Xterra South Africa                            | Waco              |              | |
| 27. Okt. 2013 | 11   | Xterra World Championships                     | Maui              | 03:11:37     | Weltmeisterschaft Cross-Triathlon                                                                                     |
| 7. Sep. 2013  | 3    | ETU Cross Triathlon European Championships U23 | Strobl            | 01:21:07,8   | U23-Europameisterschaft Cross-Triathlon                                                                               |
| 22. Juni 2013 | 2    | ÖTRV Staatsmeisterschaft Cross-Triathlon       | Völkermarkt       |              | Vizestaatsmeisterin                                                                                                   |
| 13. Apr. 2013 | 4    | Xterra New Zealand                             | Rotorua           | 02:24:20     | |
| 23. März 2013 | 3    | Xterra Guam                                    | Guam              |              | |
| 9. März 2013  | 2    | Xterra Saipan                                  | Saipan            |              | 1,5 km Schwimmen, 30 km Mountainbike und 10 km Crosslauf                                                              |
| 4. Aug. 2012  | 2    | Xterra Czech                                   | Okres Prachatice  |              | [ 10 ] |
| 19. März 2012 | 4    | Xterra Philippines                             | Liloan (Cebu)     |              | |
| 10. März 2012 | 2    | Xterra Guam                                    | Guam              |              | |
| 26. Feb. 2012 | 2    | Xterra South Africa                            | Waco              |              | |
| 23. Okt. 2011 | DNF  | Xterra World Championships                     | Maui              | –            | Weltmeisterschaft Cross-Triathlon (1,5 km Schwimmen, 29,5 km Mountainbike und 9,8 km Crosslauf)                       |
| 15. Juli 2011 | 2    | Xterra France                                  | Xonrupt           | 03:38:34     | 1,5 km Schwimmen, 34 km Mountainbike und 10 km Crosslauf                                                              |
| 11. Juni 2011 | 1    | Xterra Brasil                                  | Manaus            | 02:52:33     | 1,5 km Schwimmen, 30 km Mountainbike und 10 km Crosslauf                                                              |
| 30. Apr. 2011 | 11   | ITU Cross Triathlon World Championships        | Extremadura       | 01:51:40     | 1 km Schwimmen, 20 km Mountainbiken und 6 km Geländelauf                                                              |
| 12. März 2011 | 2    | Xterra Saipan                                  | Saipan            | 03:06:33     | [ 14 ] |
| 6. März 2011  | 3    | Xterra Philippines                             | Liloan            |              | hinter der amtierenden Weltmeisterin Shonny Vanlandingham (USA) und Renata Bucher (CH)                                |
| 26. Feb. 2011 | 1    | Xterra South Africa                            | Grabouw           | 02:41:47     | 1,5 km Schwimmen, 25 km Mountainbike und 10 km Crosslauf                                                              |
| 24. Okt. 2010 | 6    | Xterra World Championships                     | Maui              |              | |
| 11. Juli 2010 | 3    | Xterra France                                  | Xonrupt           |              | |
| 19. Juni 2010 | 1    | ETU Cross Triathlon European Championships     | Myjava            | 02:53:09     | ETU-Europameisterin (1,2 km Schwimmen, 25,2 km Mountainbike und 7,4 km Laufen)                                        |
| 30. Mai 2010  | 3    | Xterra European Championships                  | Sardinien         |              | Cross-Triathlon-Europameisterschaft                                                                                   |
| 25. Okt. 2009 | 4    | Xterra World Championships                     | Maui              |              | |
| 23. Aug. 2009 | 2    | Xterra Austria                                 | Klopeiner See     | 02:59:00,336 | Vizeeuropameisterin Cross-Triathlon, hinter der Schweizerin Renata Bucher                                             |
| 26. Juli 2009 | 1    | ÖTRV Staatsmeisterschaft Cross-Triathlon       | Kitzbühel         | 01:56        | Staatsmeisterin Cross-Triathlon                                                                                       |
| 31. Mai 2009  | 6    | ETU Cross Triathlon European Championships     | Sardinien         | 03:05:33     | hinter der Siegerin Renata Bucher                                                                                     |
| 18. Apr. 2009 | 1    | Xterra South Africa                            | Grabouw           | 02:49:57     | [ 16 ] |
| 2008          | 1    | ÖTRV Staatsmeisterschaft Cross-Triathlon       | Osterreich        |              | Staatsmeisterin Cross-Triathlon                                                                                       |
| 8. Sep. 2007  | 1    | Xterra Germany                                 | Titisee-Neustadt  |              | |
| 28. Apr. 2007 | 1    | ETU Cross Triathlon European Championships     | Ibiza             |              | ETU-Europameisterin                                                                                                   |

| Datum/Jahr   | Rang | Wettbewerb                                | Austragungsort | Zeit     | Bemerkung |
| ------------ | ---- | ----------------------------------------- | -------------- | -------- | --------- |
| 8. Sep. 2023 | 4    | ETU Cross-Duathlon European Championships | Trentino       | 02:01:59 |           |
| 6. Juni 2022 | 2    | ITU Cross Duathlon World Championships    | Târgu Mureș    | 02:22:18 |           |

| Datum/Jahr    | Rang | Wettbewerb             | Austragungsort | Zeit     | Bemerkung                                                                   |
| ------------- | ---- | ---------------------- | -------------- | -------- | --------------------------------------------------------------------------- |
| 3. Sep. 2011  | 2    | Triathlon de Gérardmer | Gérardmer      | 02:32:43 | Zweite auf der olympischen Distanz, hinter der Französin Marion Lorblanchet |
| 19. März 2011 | 3    | Tagaman                | Saipan         | 03:28:55 | 2 km Schwimmen, 60 km Radfahren und 15 km Laufen                            |
| 2001          | 2    | Ausee Triathlon        | Ausee          |          |                                                                             |

| Datum/Jahr    | Rang | Wettbewerb                                   | Austragungsort | Zeit     | Bemerkung                                                 |
| ------------- | ---- | -------------------------------------------- | -------------- | -------- | --------------------------------------------------------- |
| 8. Mai 2010   | 1    | ÖTRV Staatsmeisterschaft Duathlon            | Bad Häring     |          |                                                           |
| 2008          | 1    | ÖTRV Staatsmeisterschaft Duathlon            | Telfs          | 01:45:55 | 7 km erster Lauf, 31,8 km Radfahren und 4 km zweiter Lauf |
| 24. Mai 2005  | 3    | ÖTRV Staatsmeisterschaft Duathlon            | Kronstorf      |          |                                                           |
| 31. Aug. 2003 | 16   | ITU Duathlon World Championship Junior Women | Affoltern      | 01:24:16 | Duathlon-Weltmeisterschaft Junioren                       |

| Datum/Jahr    | Rang | Wettbewerb                                     | Austragungsort      | Zeit     | Bemerkung                                            |
| ------------- | ---- | ---------------------------------------------- | ------------------- | -------- | ---------------------------------------------------- |
| 20. März 2021 | 5    | ITU Winter Triathlon World Championships       | Sant Julià de Lòria | 01:34:54 | Weltmeisterschaft Wintertriathlon                    |
| 6. März 2021  | 1    | ÖTRV Staatsmeisterschaft Wintertriathlon       | Villach             | 01:54:48 |                                                      |
| 7. März 2020  | 1    | ÖTRV Staatsmeisterschaft Wintertriathlon       | Villach             | 01:30:22 |                                                      |
| 7. Feb. 2020  | 6    | ITU Winter Triathlon World Championships       | Asiago              | 01:38:14 | Weltmeisterschaft Wintertriathlon                    |
| 23. Jan. 2010 | 3    | ÖTRV Staatsmeisterschaft Wintertriathlon       | Kaprun              |          |                                                      |
| 14. Feb. 2009 | 1    | ITU Winter Triathlon World Championships       | Gaishorn            |          | Wintertriathlon-Weltmeisterin                        |
| 8. Feb. 2009  | 2    | ETU Winter Triathlon European Championships    | Latky Mlaky         |          | Vizeeuropameisterin Winter-Triathlon                 |
| 2008          | 3    | ITU Winter Triathlon World Championships       | Freudenstadt        |          | Wintertriathlon-Weltmeisterschaft                    |
| 18. Jan. 2008 | 1    | ÖTRV Staatsmeisterschaft Wintertriathlon       | Kaprun              |          |                                                      |
| 3. März 2007  | 2    | ITU Winter Triathlon World Championships       | Flassin             |          | Wintertriathlon-Vizeweltmeisterin                    |
| 24. Feb. 2007 | 1    | ÖTRV Staatsmeisterschaft Wintertriathlon       | Weißensee           |          |                                                      |
| 2006          | 1    | ÖTRV Staatsmeisterschaft Wintertriathlon       | Sirnitz/Hochrindl   |          |                                                      |
| 6. Feb. 2005  | 2    | ÖTRV Staatsmeisterschaft Wintertriathlon       | Zell am See         |          |                                                      |
| 15. Jan. 2005 | 1    | ETU Winter Triathlon European Championship U23 | Freudenstadt        |          | Europameisterin U23                                  |
| 2004          | 3    | ETU Winter Triathlon European Championship U23 | Wildhaus            |          | Dritte in der Klasse U23 bei der Europameisterschaft |
| 2003          | 1    | ÖTRV Staatsmeisterschaft Wintertriathlon       | Eisenerz            |          |                                                      |

(DNF – Did Not Finish)